# Квигли, Джоан
Джоан Сесил Квигли (Куигли) (англ. Joan Ceciel Quigley; 10 апреля 1927, Канзас-Сити — 21 октября 2014, Сан-Франциско) — американский астролог, писательница. Наибольшую известность получила как астролог Нэнси Рейган в период, когда та была первой леди США. Через Нэнси Джоан давала астрологические рекомендации для составления расписания президента Рональда Рейгана, касалось ли это времени начала пресс-конференций, дебатов, обращения к Конгрессу или вылета президентского самолета. Подтверждений тому, что Рейган принимал по рекомендациям астролога в том числе и политические решения, нет, влияние предсказаний на его карьеру он также отрицал. Квигли является автором трёх книг по астрологии и мемуаров о своём пребывании «астрологом Белого дома».

## Биография
Джоан Квигли родилась 10 апреля 1927 года в Канзас-Сити штата Миссури. Её мать Зельда также увлекалась астрологией. Отец — Джон Квигли, был адвокатом. В 1942 году он купил Drake-Wilshire Hotel в Сан-Франциско, куда переехала вся семья, обосновавшись в пентхаусе в зажиточном районе Ноб-Хилл.
Вместе со своей сестрой Рут Джоан обучалась в частных школах. «Сёстры Квигли» были светскими львицами, часто фигурировали в светской хронике, посещая «вечеринки, куда их возил шофёр на Роллс-Ройсе». В 1947 году Джоан окончила Колледж Вассара, получив степень по истории искусств. После этого обучалась в течение года у «прорицательницы» Джером Пирсон (англ. Jerome Pearson), тайком училась строить гороскопы, несмотря на неодобрительное отношение отца к астрологии.
Используя псевдоним Angel Star (англ. Звезда ангелов), вела астрологическую колонку в журнале для «тинейджеров Seventeen» и под этим же именем написала книгу «Астрология для подростков» (англ. Astrology for Teens, 1969). Две свои другие книги об астрологии Квигли написала под своим собственным именем — «Астрология для взрослых» (англ. Astrology for Adults, 1969) и «Астрология для родителей малышей и подростков» (англ. Astrology for Parents of Children & Teenagers, 1971).
Джоан вела астрологическую практику консультирования, небольшая база её клиентов состояла в основном из знаменитостей и других «важных лиц, которые нуждаются в такого рода вещах». Нэнси и Рональд Рейганы, по утверждению многих из их близкого окружения, были очень суеверными и начали обращаться к астрологам не позже 1967 года, в частности, они пользовались услугами Джин Диксон. Джоан Квигли познакомилась с Нэнси через телеведущего Мерва Гриффина, своего клиента, и, будучи республиканкой, как и Рейганы, охотно предложила им свои астрологические услуги. Сотрудничество тайным образом продолжалось с 1981 по 1988 год, пока про «самый тщательно охраняемый секрет» не рассказал в своей книге глава администрации Рейгана Дональд Риган.
В соответствии с астрологическими представлениями и рекомендациями Квигли готовила президентский календарь, который представлял собой «мозаику из зелёных (хороших), красных (плохих) и жёлтых (неопределённых) дней». Кроме того, Квигли заранее давала дополнительные пояснения с предостережениями, например:

С конца декабря по март плохо

Январь 16-23 очень плохо

Январь 20 ничего за пределами Белого дома — возможно покушение

Февраль 20-26 быть осторожным

Март 7-14 плохой период

Март 10-14 никакой активности вне дома!

Март 16 очень плохо

По словам Ригана, он должен был ориентироваться на эти рекомендации при планировании расписания встреч и поездок Рейгана. По настоянию Нэнси Рейган это считалось настолько важным, что красно-жёлто-зелёный календарь всегда лежал на углу его рабочего стола.
За обращение к астрологии, на Рейгана, с которым Квигли встречалась всего один раз на государственном приёме в 1985 году, нахлынула волна критики, в том числе со стороны религиозных лидеров и учёных. Чтобы благополучно разрешить складывавшуюся скандальную ситуацию вокруг президента, Нэнси Рейган взяла на себя всю ответственность. По словам Квигли, последний раз она общалась с Рейган в период, когда информация о проводимых астрологических консультациях была раскрыта. В телефонном разговоре Нэнси призвала держать в тайне детали сотрудничества, а, отвечая на вопросы о деликатных темах, «врать, если придётся». Квигли отреагировала написанием изданных в 1990 году мемуаров, которые состояли «из самовозвеличивания и яростной атаки на Рейганов». Других президентов после Рейгана Квигли не консультировала.
Скандал принёс Квигли популярность, у неё брали интервью, приглашали на телевидение. В 1990-е она принимала участие в разработке астрологической компьютерной программы. В начале 2000-х пыталась создать платный астрологический онлайн-сервис, но бизнес не удался.
Джоан Квигли никогда не была замужем. Она умерла 21 октября 2014 года в возрасте 87 лет, о чём сообщила общественности её сестра Рут, с которой они вместе жили в той же самой квартире в Ноб-Хилле, в которую они в 1942 году переехали вместе с отцом и матерью.

## Консультирование Рейганов

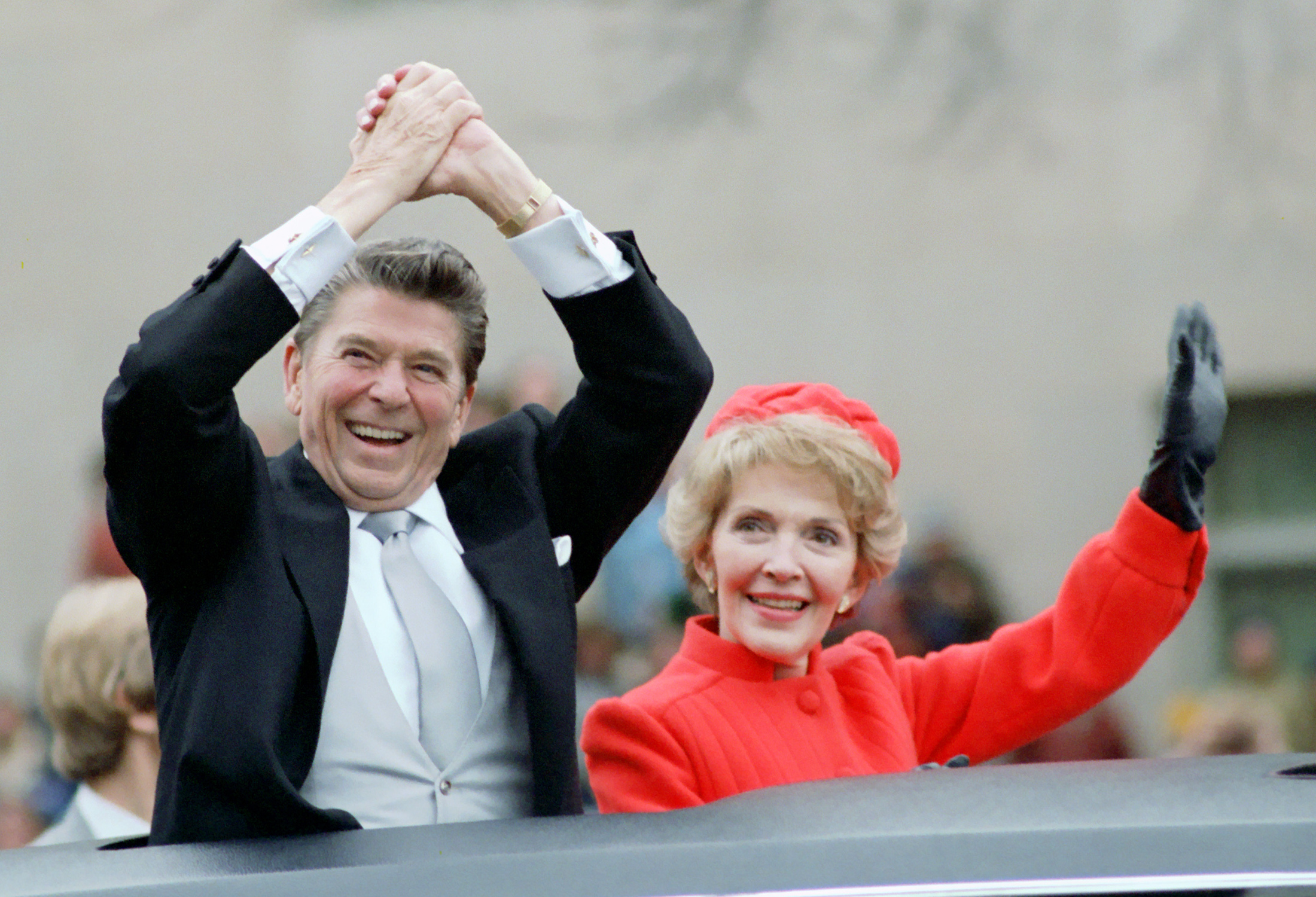
Нэнси и Рональд Рейган едут в Белый дом после инаугурации, 1981 год

Впервые о роли, которую играла Квигли в Белом доме стало известно из книги «Для протокола» (англ. For the Record, май 1988) Дональда Ригана, который был главой администрации Рейгана. По словам Ригана, астролог назначала подходящее (с точки зрения астрологии) время для встреч, дебатов, хирургической операции, которую перенёс в 1985 году Рейган, и других событий, связанных с президентом, за что получала 3000 долларов в месяц. Риган также утверждал, что астролог, чьего имени он не знал, два-три раза в день консультировала Нэнси Рейган по телефону, для чего были проведены отдельные линии связи в Белый дом и президентскую резиденцию Кэмп-Дэвид. Критический рассказ Ригана о влиянии Нэнси Рейган и её астролога на принятие решений в Белом доме привёл к серьёзным дискуссиям в обществе, в частности, в газете «New York Post» вышла статья под названием «Астролог управляет Белым домом».
Имя тайного «Друга» — Джоан Квигли, быстро выявили журналисты. В интервью, которые она давала в 1988 году, она стала рассказывать о том, что у Рейгана «самый блистательный гороскоп, который я когда-либо видела в этой стране в этом веке», а также о том, что она не работает с «простыми людьми», а только с теми, кого она считает «чрезвычайно интересными».
В 1989 году свои мемуары под названием «Моя очередь» (My Turn: The Memoirs of Nancy Reagan) опубликовала Нэнси Рейган. Защищаясь от обвинений, она, в частности, написала: «у каждого человека свой метод справляться с травмами и печалью, с болью жизни, одним из моих методов была астрология». По словам Рейган, познакомившись с Квигли во время президентской кампании 1980 года, полагаться на её астрологические советы она стала только после покушения на Рейгана, совершенного 31 марта 1981 года («Я должна была убедить себя, что защитить президента было возможно»). При этом она категорически отрицала влияние астрологии на политические решения президента и его администрации, утверждая, что советы Квигли затрагивали только расписание Рейгана.
Я была тефлоном в «тефлоновом президентстве»
Ещё год спустя книгу с мемуарами опубликовала уже Квигли — «Что говорит Джоан? Мои семь лет в качестве астролога Белого дома у Нэнси и Рональда Рейганов» (англ. What Does Joan Say? My Seven Years as White House Astrologer to Nancy and Ronald Reagan, 1990). Название книги («Что говорит Джоан?») происходит от вопроса, который, по словам Квигли, задал Рейган в 1986 году во время скандала Иран-контрас. Астрологической рекомендацией Квигли, опасавшейся очередного покушения на Рейгана из-за «плохих» положений планет на небе, стал тогда совет оставаться в Белом доме и не давать никаких комментариев.
Религиовед Джеймс Льюис полагает, что если Нэнси Рейган преуменьшала в своих мемуарах влияние астрологии на неё и мужа, то Квигли — преувеличивала: «В её книге показано не только то, что её советы были существенной частью большинства успехов Рейгана, но также и то, что она имела важное отношение к убеждению президента в том, чтобы перестать считать СССР „империей зла“».
По мнению Льюиса, Джоан Квигли предстала как «„придворный“ астролог прежних эпох», чем напомнила астрологам о том, что астрология основана «людьми, которые изучали звёзды на благо властных политических фигур». Льюис полагает, что помимо постановки этических вопросов о допустимости астрологического консультирования политиков книга Квигли «Что говорит Джоан?» ставит на первое и исключительное положение элективную астрологию, практика которой в отличие от астропсихологии была длительное время задвинута практикующими астрологами на задворки.